# Fabcaro
Fabrice Caro (Montpeller, 10 d'agost de 1973), conegut com a Fabcaro o de vegades Fab, és un autor de còmics, novel·lista i músic francès, nascut 10 août 1973 a Montpeller.

## Biografia

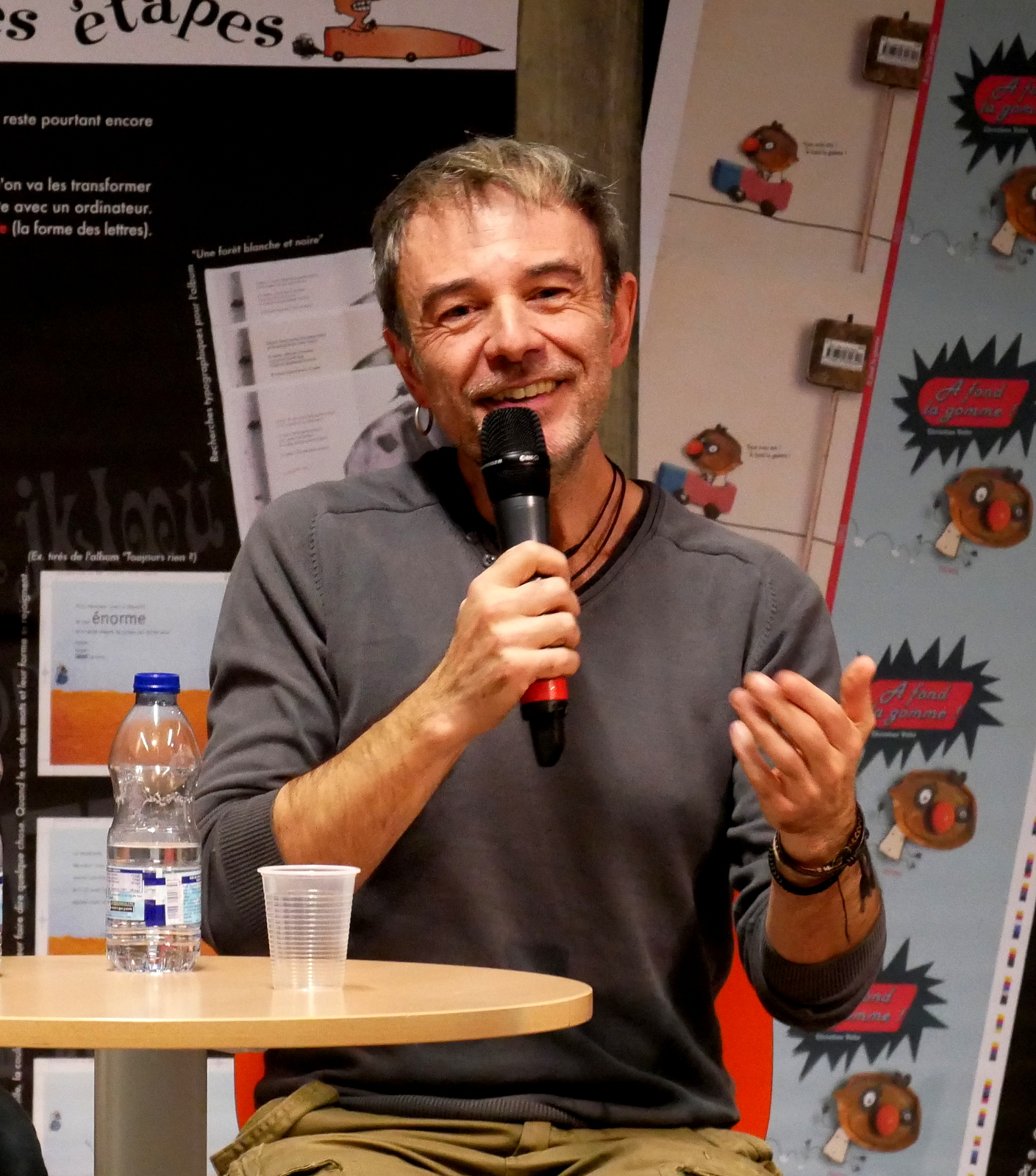
Fabcaro a la Mediateca Grand M de Tolosa el 2018.

Fabrice Caro, més conegut amb el pseudònim de Fabcaro, va néixer a Montpeller l'any 1973, d'un pare que era cuiner i una mare que era caixera. Després de cursar un batxillerat científic i una llicència de física, va començar a la docència entrant a una IUFM, després va començar una carrera com a dibuixant-escriptor a partir de 1996, treballant per a diverses revistes de còmics (en particular el 2003-2004, Psikopat, Jade entre 2006 i 2013, Tchô!, L’Écho des savanes, Zoo, CQFD…), la premsa i la il·lustració de llibres. A partir del 2005, va participar en el treball de diferents col·lectius, en particular els de 6 Pieds sous terre i La Cafetière. El 2006 va escriure Figurec, que va ser objecte d'una adaptació al còmic de Christian De Metter l'any següent.
L'èxit li va arribar el 2015 amb Zaï zaï zaï zaï, un còmic que, segons Télérama, va aconseguir equilibrar «crítica social i esclats de riure».
El 2018 es va publicar Moins qu'hier (plus que demain) amb el tema de la vida matrimonial i barrejant humor absurd i sàtira social. Va rebre una acollida crítica favorable.
A més de la seva carrera al còmic, Fabcaro també és músic, compositor i cantant. El 1994, va crear el grup de rock Hari Om i el 1999 va publicar un àlbum en solitari Les Amants de la rue Sinistrose i el 2014 Shhherpa.
El 20 de desembre de 2022 es va anunciar que agafaria el relleu de Jean-Yves Ferri com a guionista d'Astèrix per a un àlbum que es va publicar el 26 d'octubre de 2023 anomenat El lliri blanc. L'àlbum és fidel a l'estil del personatge del petit gal però també destaca «les nostres obsessions contemporànies».

### Vida privada
Viu a Bedarius, a Erau. Té dues filles, Iris i Sarah.

### Estil
De Zaï Zaï Zaï Zaï Fabcaro adopta de vegades el procés de vinyeta fixa, on la mateixa caixa es repeteix diverses vegades seguides i només canvien les bafarades. Aquest procés, que podríem trobar a Charles Schulz, a Claire Bretécher o a les primeres tires còmiques de Lewis Trondheim, va despertar, després del seu ús per Fabcaro, una bogeria entre altres autors de còmics.

## Obres

### Còmic
- Le Steak haché de Damoclès, La Cafetière, col. «Corazon», 2005 ISBN 2-84774-006-6
- Fernandel, BDMusic, col. «BDChanson» núm. 3, 2006
- Talijanska, La Cafetière, col. «Corazon», 2006 ISBN 2-84774-009-0
- Droit dans le mûr, La Cafetière, col. «Corazon», 2007 ISBN 978-2-84774-012-7
- La Bredoute : parce que tout le monde est différent de chacun, 6 Pieds sous terre, col. «Lépidoptère», 2007 ISBN 2-352-12021-7
- Figurec, (guió), amb Christian De Metter (guió i dibuixos), Casterman, 2007, adaptació de la seva novel·la publicada el 2006 ISBN 978-2-203-39168-0
- Like a steak machine, La Cafetière, col. «Corazon», 2009 ISBN 978-2-84774-016-5
- La Clôture, 6 pieds sous terre, coll. «Monotrème», 2009 ISBN 978-2-352-12047-6
- Jean-Louis (et son encyclopédie), Drugstore, 2009 ISBN 978-2-7234-6726-1
- Steve Lumour, Le Lombard:

1. L'Art de la winne, 2011 ISBN 978-2-8036-2882-7

- -20% sur l'esprit de la forêt, 6 pieds sous terre, col. «Monotrème», 2011 ISBN 978-2-352-12077-3
- L'Infiniment moyen, Même pas mal, 2011 (reeditat el 2017) ISBN 978-2-918645-05-4 - Prix Lycéen de la BD 2016
- Amour, Passion & CX Diesel (guió), amb James (dibuixos) i BenGrrr (color), AUDIE, col. «Fluide glacial»:

1. Amour, Passion et CX Diesel, 2011 ISBN 978-2-352-07103-7
2. Amour, Passion et CX Diesel. Saison 2, 2012 ISBN 978-2-352-07198-3
3. Amour, Passion et CX Diesel. Saison 3, 2014 ISBN 978-2-85815-832-4

- L'Album de l'année, La Cafetière, 2011 ISBN 978-2-84774-018-9
- On est pas là pour réussir, La Cafetière, 2012 ISBN 978-2-84774-022-6
- Z comme Don Diego (scénario), amb Fabrice Erre (dibuix) i Sandrine Greff (couleur), Dargaud:

1. Coup de foudre à l'hacienda, 2012 ISBN 978-2-205-06941-9
2. La Loi du marché, 2012. Pròleg de Guillaume Bouzard ISBN 978-2-205-07001-9

- Participacions a Alimentation générale, Vide Cocagne, 2012-2013
- Jours de gloire, AlterComics, 2013 ISBN 978-2-8207-0089-6
- Carnet du Pérou. Sur la route de Cuzco, 6 pieds sous terre, 2013 ISBN 978-2-352-12103-9 - Selecció oficial del festival d'Angoulême 2014
- Mars! (guió), amb Fabrice Erre (dibuixos), AUDIE, 2014 ISBN 978-2-352-07359-8
- Parapléjack, La Cafetière, 2014 ISBN 978-2-84774-023-3
- Les impétueuses Tribulations d'Achille Talon, amb Serge Carrère (dibuixos) i Mel (color), Dargaud:

1. Achille Talon est un homme moderne, 2014
2. Achille Talon a su rester simple, 2015
3. Achille Talon est proche du peuple, 2016

- Talk show, Vide Cocagne, 2015 ISBN 979-1-09-042563-7
- Zaï zaï zaï zaï, 6 pieds sous terre, 2015 ISBN 978-2-352-12116-9
- Steak it easy (recopilació de Le steak haché de Damoclès, Droit dans le mûr i Like a steak machine), La Cafetière, 2016 ISBN 978-2-84774-024-0
- Pause, La Cafetière, 2017 ISBN 978-2-84774-025-7
- Et si l'amour c'était aimer, 6 pieds sous terre, 2017 ISBN 978-2-352-12135-0
- CONversations, amb Jorge Bernstein, Éditions Rouquemoute, 2018 ISBN 979-1-09-670821-5
- Moins qu'hier (plus que demain), Glénat, 2018 ISBN 978-2-344-02579-6
- Zéropedia (guió), amb Julien/CDM (dibuixos), Dargaud, 2018 ISBN 978-2-205-07775-9
- Open Bar - 1re tournée, Pataquès, 2019 ISBN 978-2-413-00803-3
- Open Bar - 2e tournée, Pataquès, juny 2020 ISBN 978-2-413-02503-0
- Walter Appleduck (guió), amb Fabrice Erre (dibuixos), Dupuis,

1. Cow-boy stagiaire, febrer 2019 ISBN 979-1-03-473685-0
2. Un cow-boy dans la ville, maig 2020 ISBN 979-1-03-473899-1

- Formica, une tragédie en trois actes, 6 pieds sous terre, 2019 ISBN 978-2352121510
- Moon River, 6 Pieds sous terre, setembre 2021
- Guacamole Vaudou, maig 2022 ISBN 978-2-02-148384-0, en forma paròdica de fotonovel·la.
- Fabcaro, premiers pas, dos relats inèdits acompanyats de textos crítics de Maël Rannou, La Cafetière/Cité internationale de la bande dessinée et de l'image, 2022.
- Astérix: El lliri blanc, octobre 2023

Fab
Fab és el pseudònim amb el qual Fabcaro ha signat diversos guions i obres encarregades, principalment per a les edicions Jungle, en particular:
- Les Annonces en BD..., avec Aurel, Jungle
- Les Parisiens, avec Désert, Jungle
- Les Marseillais, avec Domont, Jungle

### Novel·les
Com Fabrice Caro
- Figurec, Gallimard, col. «Blanche», 2006 (adaptat al còmic el 2007 amb dibuixos de Christian De Matter, edicions Casterman). Plantilla:Commentaire biblio
- Le Discours, Gallimard, col. «Sygne», 2018 (adaptat al cinema per Laurent Tirard en 2020)
- Broadway, Gallimard, col. « Sygne», 2020
- Samouraï, Gallimard, col. « Sygne», 2022
- Journal d'un scénario, Gallimard, col. «Sygne», 2023

### Discografia
Amb el grup Hari Om
- Hari Om, 1994

Sol

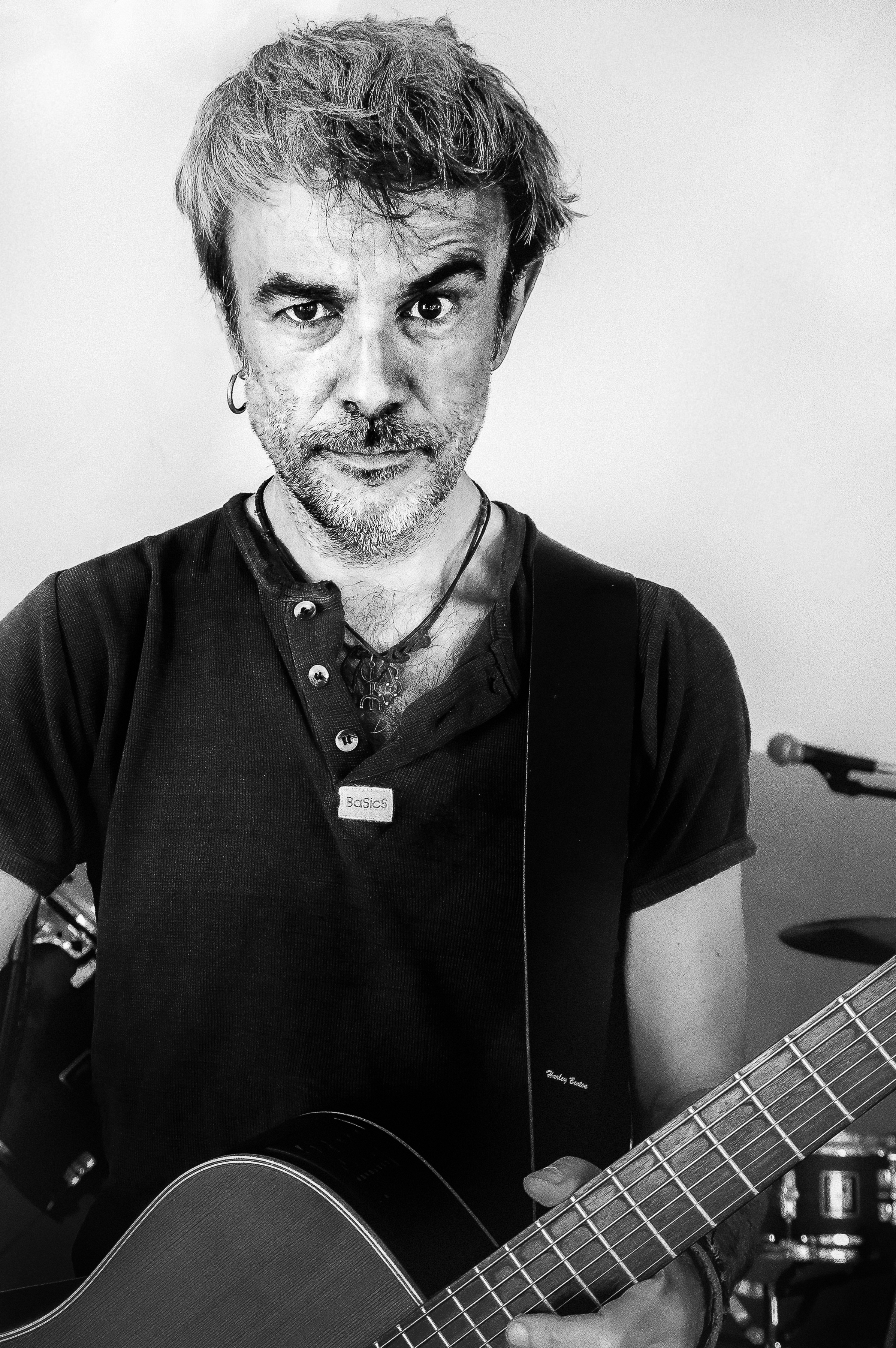
Fabcaro el 2016.

- Les Amants de la rue Sinistrose, Label Contact, 1999
- Shhherpa, 2014 amb Jean-Luc Arnal

### Jocs de taula
Il·lustració de jocs de taula com a Fabcaro
- Crazy Theory, 2019 (Per Christian Rubiella i Fabrice Andrivon, Il·lustrat amb Mathieu Clauss, publicat per Le Droit de Perdre)[12]

## Exposició
- Fabcaro sur la colline (subtitulat Zaï zaï zaï zaï ), retrospectiva a la Ciutat Internacional del Còmic i la Imatge, del 12 de juliol de 2022 fins al 5 de març de 2023.[13]

## Adaptacions de les seves obres
- El brindis, pel·lícula de Laurent Tirard, 2020, adaptació de la novel·la Le Discours, originalment homònima
- Le discurs, obra de teatre de Simon Astier, adaptació de la novel·la homònima; espectacle individual realitzat al teatre Michel (París) a la tardor del 2021
- Zaï zaï zaï zaï, pel·lícula dirigida per François Desagnat, 2022

## Honors
La tira còmica Zaï zaï zaï zaï publicada el 2015 va guanyar nombrosos premis, entre ells:
- Premi Landerneau BD «Infart», creat especialment per Philippe Geluck[14]
- Grand Prix de la Critique 2015[15][16]
- Premi Ouest-France - Quai des Bulles 2015[17]
- Premi Llibreters de còmic 2016[18]
- Premi SNCF de thriller 2016, categoria de còmics[19]

La ciutat de Montpeller li va retre homenatge la primavera del 2017 amb una exposició a la sala Dominique Bagouet titulada «La Zaï zaï zaï zaï attitude». Organitzada per les edicions 6 Pieds sous terre, aquesta exposició se centra en la dimensió autobiogràfica de l'obra de Fabcaro associant-la a la perspectiva de tres autors més: Émilie Plateau, Tanxxx i Gilles Rochier. Fabrice Erre, autor de còmics i col·laborador habitual de Fabcaro, va ser el comissari de l'exposició.
Durant la temporada literària 2020, Fabrice Caro va guanyar la tercera edició del Premi Joseph a Montpeller amb la seva novel·la Broadway (Gallimard).